# Unie pro Evropu národů
Unie pro Evropu národů (UEN) byla národně konzervativní politickou skupinou v Evropském parlamentu, kde působila v letech 1999 až 2009.
UEN odmítá rasismus a diskriminací, což ji odlišuje od některých krajně pravicových stran v Evropském parlamentu, se kterými se jinak shodne na kritice evropské integrace, obhajobě národního státu, suverenity a tradičních hodnot.

## Historie
Unie byla založena 20. července 1999. Jejím účelem bylo nahradit dříve založenou Unií pro Evropu (EFE). Za hnací sílu skupiny byly považovány strany Fianna Fáil a Národní aliance.
Skupina zanikla odchodem důležitých členů do jiných skupin. Fianna Fáil přešel do Aliance liberálů a demokratů pro Evropu, poslanci za Za vlast a svobodu a Prawo i Sprawiedliwość přešli do skupiny Evropští konzervativci a reformisté, Dansk Folkeparti a Lega Nord přešli do Evropy svobody a přímé demokracie a tím se skupina Unie pro Evropu národů zhroutila.

## Členství

### Členství podle členských států
Dne 11. června 2009 měla UEN 35 evropských poslanců.
| Členský stát | Počet poslanců |
| ------------ | -------------- |
| Dánsko       | 2              |
| Irsko        | 3              |
| Itálie       | 9              |
| Lotyšsko     | 3              |
| Litva        | 2              |
| Polsko       | 15             |
| Slovensko    | 1              |

### Členství podle stran
Dne 10. února 2008, UEN měla 44 evropských poslanců.
| Členský stát | Politická strana                    | Počet poslanců |
| ------------ | ----------------------------------- | -------------- |
| Dánsko       | Dánská lidová strana                | 1              |
| Irsko        | Fianna Fáil                         | 4              |
| Itálie       | Národní aliance                     | 8              |
| Itálie       | Lega Nord                           | 4              |
| Itálie       | Právo                               | 1              |
| Lotyšsko     | Pro vlast a svobodu                 | 4              |
| Litva        | Litevský svaz zelených a rolníků    | 1              |
| Litva        | Pořádek a spravedlnost              | 1              |
| Polsko       | Právo a spravedlnost                | 7              |
| Polsko       | Liga polských rodin                 | 5              |
| Polsko       | Samoobrona Rzeczpospolitej Polskiej | 5              |
| Polsko       | Polská rolnická strana „Piast”      | 3              |